# Династија Ђин (1115—1234)
Династија Ђин (кинески језик: 金朝, пинјин: Jīn Cháo; џурџенски: Anchun Gurun; манџурски: Aisin Gurun; китански језик: Nik, Niku; монголски језик: Altan Ulus), такође позната као Жученска династија је била династија жученских владара из клана Ванјан (完顏 Wáнyáн) која је у 12. и 13. веку владала подручјем данашње Манџурије, Руског далеког истока и северне Кине. Њени потомци су у 17. веку основали манџуријску династију Ћинг.

## Историја
Династију је 1115. год. основао жученски поглавица Ванјан Агуда (完顏阿骨打). У његово време су главни непријатељ Жучена били Китани чија је Династија Љао владала северном Кином. Како би их поразили, Жучени су склопили тзв. „Савез на мору” (海上之盟) с династијом Сонг која је владала јужном Кином. Захваљујући њему држава Љао је 1123. год. уништена. Међутим, само две године касније Жучени су се, осетивши слабост цара Ћин-цунга окренули против својих савезника, напали их и почетком 1127. год. освојили кинеску престоницу Кајфенг заробивши Ћин-цунга и скоро све чланове његове породице. Остаци династије Сонг су се повукли на југ где су следећих пар деценија пружали отпор све док се споразумом у Шаоxингу (紹興和議) 1141. год. није успоставила река Хуај Хе као граница између две државе. Јужни Сонг је морао плаћати и данак од 250.000 таела и 250.000 пакета свиле сваке године (до 1164). Укратко, споразум је свео Јужни Сонг на полу-вазалну државу династије Ђин.
Иако су се Жучени масовно доселили у новоосвојена подручја на југу, њихова елита се релативно брзо синизирала, упркос покушаја појединих владара династије који су промовисали жученски језик и културу. Раздобље дугог мира и просперитета је окончано почетком 13. века када су Жучени дошли у сукоб са Монголима и њиховим вођом Џингис Каном. На крају су Монголи под каном Огедејем, уз помоћ Јужног Сонга, 1232. год. напали династију Ђин и заузели Кајфенг. Следеће године је последњи цар Аи-цунг извршио самоубиство, окончавши тако династију Ђин.

### Порекло
Провизорни родоначелници народа Жучени је можда био народ Мохе који је живео на територији данашње североисточне Кине и био је део краљевства Бахај (698–926). Мохе су били првенствено седентарни народ који се бавио ловом, узгојем свиња и усева као што су соја, пшеница, просо и пиринач. Коњи су били ретки у региону све до периода Танг, а сточарство није било широко распрострањено све до 10. века под доминацијом Китана. Народ Мохе је извозио производе од ирваса, а претпоставља се и да су их и јахали. Они су практиковали масовно ропство и користили робове за помоћ у лову и пољопривредним радовима. Танг су описали Мохе као жесток и некултивисан народ који је користио отровне стреле.
Две најмоћније групе Моха биле су Хејшуи Мохе на северу, названи по реци Хејлонг, и Сумо Мохе на југу, названи по реци Сонгхуа. Од Хејшуи Моха настали су Жучени у шумовитим планинским областима источне Манџурије и руског Приморског краја. Федерација Вугуо („Пет нација“) која је постојала североисточно од модерног Ђилина такође се сматра прецима Жучена. Жучени се први пут помињу у историјским записима у 10. веку као доносиоци данка на Љао, касније Танг и Сонг дворовима.  Бавили су се ловом, риболовом и држали домаће волове, док су им примарни извоз били коњи. Средином 11. века нису имали писмо, календар или законе. Ђурчени су били мали политички актери у међународном систему у то време. До 10. века, Ђурчени су постали вазали династије Љао, али су такође послали бројне притоке и трговачке мисије у сонгову престоницу Кајфенг, што су Љао безуспешно покушали да спрече. Неки Ђурчени су одали почаст Горјеу и стали на његову страну током Кидан-Гореоског рата. Они су обема дворовима одавали признање из политичке нужде и ради материјалне користи.
У 11. веку било је широко распрострањено незадовољство против владавине Кидана међу Ђурченима, јер је Љао насилно изнуђивао годишњи данак од племена Ђурчен. Искористивши жељу Ђурчена за независношћу од Китана, поглавар Вугунај (1021–1074) из клана Ванјен се успео на истакнуто место, доминирајући целом источном Манџуријом од планине Чангбај до племена Вугуо. Према традицији, Вугунај је био Ханпуов потомак у шестој генерацији док је његов отац имао војну титулу са љаоског двора, иако титула није додељивала нити имала никакву стварну моћ. Као што је описано, Вугунај је био велики ратник, гурман, пијанац и љубитељ жена. Његов унук Агуда је на крају основао династију Ђин.

## Списак владара династије Ђин (1115—1234)
Кинески: 金朝 (Jīncháo)
На власти од 1115. до 1234. године.
| Постхумно име1 | Храмовно име               | Лично име2                                         | Владарско име                                         | Период владавине       |
| --- | -------------------------- | -------------------------------------------------- | ----------------------------------------------------- | ---------------------- |
| Конвенција за навођење: храмовно име. |                            |                                                    |                                                       |                        |
| Цар Ву-јуен 武元皇帝 (Wǔyuán huángdì) | Таи-цу 太祖 (Tàizǔ)        | Ван-јен А-гу-да 完颜阿骨打 (Wányán Āgǔdǎ)          | Шоу-гуо (收国) Тијен-фу (天辅)                        | 1115-1116 1117-1123.   |
| Цар Вен-лије 文烈皇帝 (Wénliè huángdì) | Таи-цунг 太宗 (Tàizōng)    | Ван-јен Ву-ћи-маи 完颜吴乞买 (Wányán Wúqǐmǎi)      | Тијен-хуи (天会)                                      | 1123-1134.             |
| Цар Сјао-ченг 孝成皇帝 (Xiàochéng huángdì) | Сји-цунг 熙宗 (Xīzōng)     | Ван-јен Х’-ла 完颜合剌 (Wányán Hélá)               | Тијен-хуи (天会) Тијен-ђијен (天眷) Хуанг-тунг (皇统) | 1135-1138 -1141 -1149. |
| Краљ Хаи-линг 海陵王 (Hǎilíngwáng) | нема                       | Ван-јен Ди-гу-наи 完颜迪古乃 (Wányán Dígǔnǎi)      | Тијен-д’ (天德) Џен-јуен (贞元) Џенг-лунг (正隆)      | 1149-1153 -1156 -1161. |
| Цар Жен-сјао 仁孝皇帝 (Rénxiào huángdì) | Ш’-цунг 世宗 (Shìzōng)     | Ван-јен Ву-лу 完颜乌禄 (Wányán Wūlù)               | Да-динг (大定)                                        | 1161-1189.             |
| Цар Јинг-сјао 英孝皇帝 (Yīngxiào huángdì) | Џанг-цунг 章宗 (Zhāngzōng) | Ван-јен Ма-да-г’ 完颜麻达葛 (Wányán Mádágé)        | Минг-чанг (明昌) Ченг-ан (承安) Таи-х’ (泰和)         | 1190-1196 -1200 -1208. |
| Краљ Веи-шао 卫绍王 (Wèishàowáng) | нема                       | Ван-јен Сјинг-шенг 完颜兴胜 (Wányán Xìngshèng)     | Да-ан (大安) Чунг-ћинг (崇庆) Џ’-нинг (至宁)          | 1209-1212 -1213 .      |
| Цар Шенг-сјао 圣孝皇帝 (Shèngxiào huángdì) | Сјуен-цунг 宣宗 (Xuānzōng) | Ван-јен Ву-ду-бу 完颜吾睹补 (Wányán Wúdǔbǔ)        | Џен-јоу (贞祐) Сјинг-динг (兴定) Јуен-гуанг (元光)    | 1213-1217 -1222 -1223. |
| Цар Шун-ђинг 顺靖皇帝 (Shùnjìng huángdì) | Аи-цунг 哀宗 (Āizōng)      | Ван-јен Нинг-ђија-су 完颜宁甲速 (Wányán Nìngjiǎsù) | Џенг-да (正大) Каи-сјинг (开兴) Тијен-сјинг (天兴)    | 1224-1232 -1234.       |
| Цар Мо 末帝 (Mòdì) | нема                       | Ван-јен Ченг-лин 完颜承麟 (Wányán Chénglín)        | Шенг-чанг (盛昌)                                      | 1234.                  |
| 1. Владари династије Ђин имали су комплексна постхумна имена. Ради прегледности, у табелама су дата скраћена постхумна имена. Целовита постхумна имена налазе се у списку владара на чланку о овој династији.                                          |                            |                                                    |                                                       |                        |
| 2. Владарска кућа династије Ђин није припадала националности Хан, него џурченској (кин. 女真, Nǚzhēn) односно манџурској народности. У табели су дата њихова џурченска лична имена. Кинеска имена која су користили дата су у чланку о овој династији. |                            |                                                    |                                                       |                        |